# Sonhos de Peixe
Sonhos de Peixe, com o título alternativo de Ana, Sonhos de Peixe (Fish Dreams em inglês; Sny o rybe, em russo), é um filme produzido pelos Estados Unidos, Brasil e Rússia, de 2006, do gênero drama, dirigido pelo cineasta russo Kirill Mikhanovsky.

## Sinopse
O filme se passa num vilarejo do Rio Grande do Norte, a Baía Formosa, e conta a história de um triângulo amoroso envolvendo o pescador Juscelino (“Zé Maria” José Maria Alves Adelino), sua amada Ana (Rúbia Rafaelle da Silva) e o rival Rogério (Phellipe Haagensen), um guia turístico.

## Elenco
- Zé Maria (José Maria Alves Adelino).... Juscelino
- Rúbia Rafaelle da Silva.... Ana
- Chico Díaz.... João
- Phellipe Haagensen.... Rogério
- Yves Hofer....Gunther Bass

## Produção
As filmagens ocorreram em 2004, no mesmo lugar onde o filme é ambientando: Baía Formosa, no Rio Grande do Norte e duraram seis semanas; e a produção contou com um baixo orçamento.

## Recepção
Érico Borgo, do site Omelete comentou que mesmo o elenco sendo amador, eles "não fazem feio", e também elogiou o roteiro o chamando de "bem trabalhado" e dizendo que ele "cria interesse e insere conflitos nos momentos certos, fazendo com que as crenças sobre o protagonista mudem aos poucos." Ele disse que o momento de disputa entre Juscelino e Rogério por um lugar na sala de Ana é um dos "momentos memoráveis na segunda metade do filme." Borgo notou que Mikhanovsky não procura retratar o lado "exótico" do Brasil, mas que ele consegue nos mostrar "uma realidade difícil de engolir."

### Prêmios e indicações
Festival de Cannes 2006 (França)
- Recebeu o Prêmio do Olhar Jovem na Semana da Crítica

Sofia International Film Festival 2007 (Bulgária)
- Recebeu o Prêmio Especial do Júri.